# In The Groove

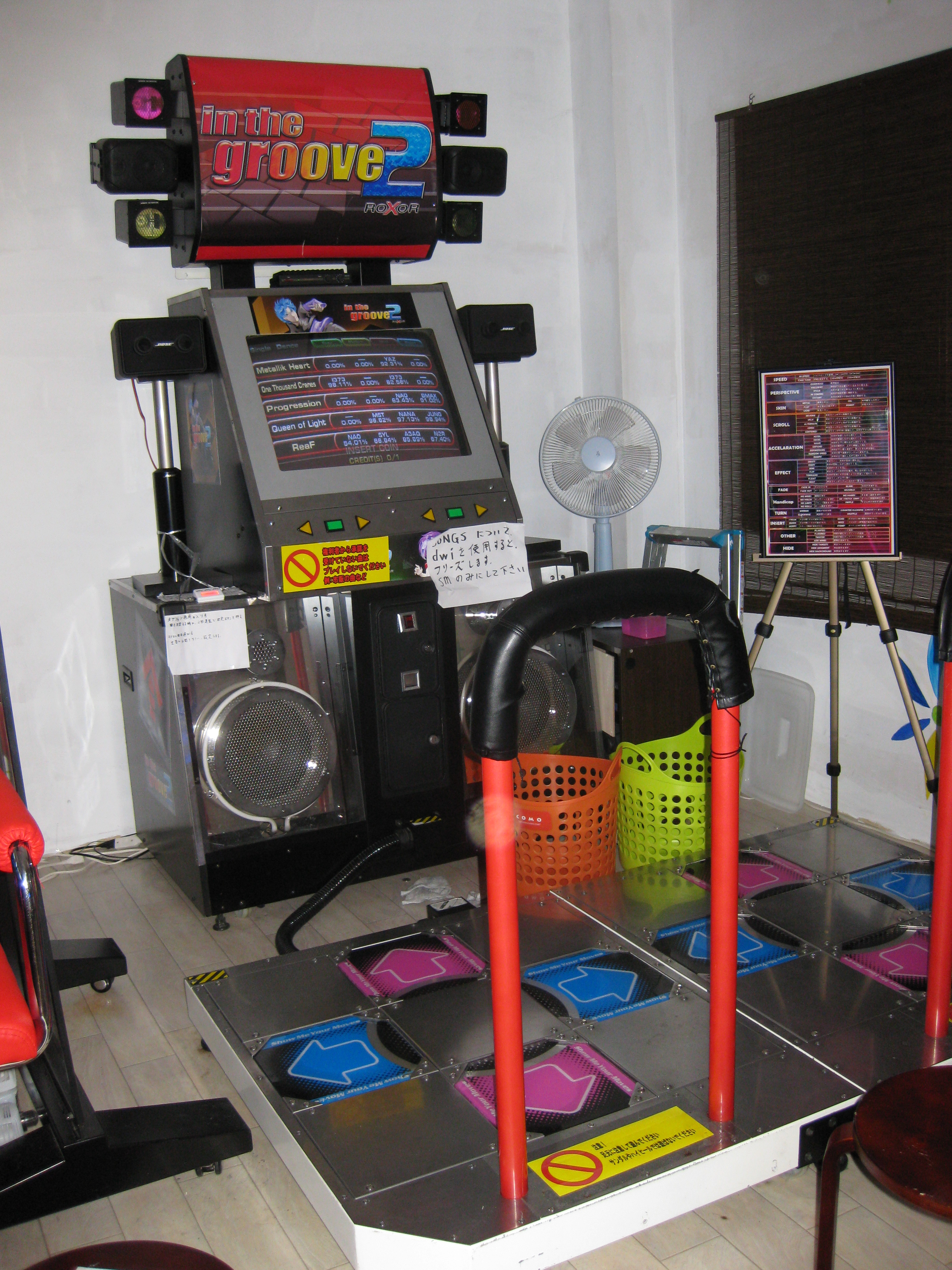
in the groove 2的街机实图

In the Groove，又称ITG跳舞机，中国大陆部分山寨厂商称呼为“劲舞团单机版”或“超级舞者单机版”。是一款由美国RoXoR公司所推出的大型電玩音樂遊戲第一系列作。遊戲採用由四個箭頭組成的的跳舞毯或踏板，玩家根據屏幕上的指示踩下相應的箭頭；家用版可以控制器代替。该游戏在2006年10月18日被KONAMI（DDR制作者）厂商提出了侵权控诉而下架。

## 历史
ITG是基于自由和开源的StepMania模拟器引擎而制作出来的一款跳舞机游戏，也是模仿日本的DDR游戏系列而制作出的一款游戏。该游戏是在美国出产，它是由ITG建设团组成一个团队，设计出的舞蹈节拍比DDR谱面还要难的谱面。在该游戏出版不久的时候，有82首舞曲在游戏里面（72首正式舞曲+10首隐藏舞曲+1首超级隐藏舞曲【Liquid Moon】）。

RedOctane公司在PlayStation2里面发布了ITG这款游戏，因为在街机模式里面都有自己原创的特征和舞曲。在ITG2代舞机里面，另外添加了4首范例舞曲。该游戏在2005年6月17日上市，并介绍了游戏很多新出现的特征。例如出现的初学者难度（Novice）；新的马拉松模式和新的健身模式、训练模式。

在美国伊利奈省芝加哥市举办的2005年游戏展览会上，RoXoR游戏公司还自己宣布了ITG2代将会发布在老版ITG1代里面自己专注的歌曲包来升级该跳舞机。该歌曲包是由PUMP IT UP制作者——韩国Andamiro公司原创。但在2006年，ITG团队移除了自己专注制作的歌曲包，因为ITG2是由旧装DDR跳舞机改装过。而ITG2代舞机是有65首舞曲，那些舞曲都是有ITG团队原创的。虽然PlayStation2从未发布过ITG2代，但PC版的ITG2已经发布过ITG1代和ITG2代所有舞曲组合和新的ITG皮肤。

但在2005年9月，日本KONAMI公司对美国RoXoR公司发布了一份诉讼声明，就是对于自己原创的DDR跳舞机保护，而对RoXoR的ITG跳舞机非法山寨KONAMI公司属下的DDR跳舞机专利而作出下架的强制令。

2006年1月14日，在美国内华达州拉斯维加斯市ITG北美巡回赛决赛中，RoXoR公司2006年之前同时发布了ITG3代舞机和ITG2代家庭版，该款跳舞机还在2006年世界博览会中的美国馆的游戏展览区里面，RoXoR游戏专区展出过此游戏。当ITG3代发布的时候，KONAMI公司理智地发布了保护他自己生产的DDR版权并通知取消他们的ITG后续之作。后来ITG团队全转到PUMP IT UP那边谋生。

## 该游戏与DDR跳舞机的区别

### 游戏界面
ITG的画面显示的项目与DDR跳舞机与众不同，舞蹈的生命条是以屏幕左方（1P）或右方（2P）显示，箭头的上方是即时得分率。画面的最上方显示歌曲标题名，横行的进度条指的是目前歌曲的进行程度。

### 得分方式
ITG的得分方式是使用节拍的命中率来显示，来计算节拍的命中和丢失而计算出来的评分。如果出现MISS判定的话，得分还会扣分。如果获得100分满分判定的话一定要全部FANTASTIC判定，还要全部HOLD都要全YEAH。

ITG的判定模式分别为FANTASTIC、EXCELLENT、GREAT、DECENT-、-WAY OFF、MISS的判定。

### 箭头模式
ITG跳舞机有地雷形的箭头模式出现，如果该节拍在指定方向碰到时，会产生爆炸效果。不但会扣血的同时，评分还会扣分。该箭头的作者认为，是为了增加舞曲通关的难度。

### 3个箭头或更多箭头同时踩
ITG是出现了不止两个箭头同时踩的局面，还出现了3个或更多箭头同时踩的局面。在部分舞曲还出现了两个长箭头按住不放的同时还有第三箭头或第四箭头或更多箭头的局面出现。其中官方譜面的Bend Your Mind舞曲的Expert双人譜面出现过最多6个箭头同时踩的局面。

### 连踩箭头
从ITG2代舞机开始，有部分长箭头是以“锯齿”的形态出现。出现这个情况的时候一定要相隔一定时间就要连续踩一次，否则会被判BAD的判定。

### 传统舞曲
ITG2代开始追加的舞曲上搭载的功能就是添加了对USB的支持，就是可以利用STEPMANIA制作出来的谱面在ITG里面玩。就是利用了DDR的Edit机制而可以令玩家制作出想要的花式舞蹈谱面。

## 系列之作
- 街机
  - In the Groove (2004年7月30日发布)
  - In the Groove 2 (2005年6月18日发布)
  - In the Groove 3 (2006年1月14日发布)
  - Pump It Up Pro (2007年7月发布)

实际上，ITG的後継機種是由StepMania内核引擎的PIU架框的基础来设计，虽然设备与DDR系统是几乎相同，但老版的ITG舞曲都是从那边移植过去。
- 零售版
  - In the Groove(PS2) (2005年6月17日发布)

## 名称歧义
在中国大陆，由于有劲舞团和超级舞者游戏的存在，加上这个游戏在中国大陆很少能看到或几乎看不到这部机器。所以有少数人把它叫做“劲舞团单机版”或“超级舞者单机版”，但它真正的译名并不是劲舞团单机版或超级舞者单机版，而是“ITG”（因为这个游戏还没有中文译名），而劲舞团是中国大陆9YOU游戏公司与韩国T3 Entertainment公司联合开发的一个游戏产品；而超级舞者是中国大陆9YOU游戏公司研发的一款音乐游戏产品。他们并没有与美国RoXoR游戏公司搞过合作。

## 被DDR告上侵权控诉问题
2005年5月、KONAMI公司对美国RoXoR公司研发的ITG是利用日本的DDR涉嫌非法改造而提出控诉。虽然ITG2代舞机以后的「Pump It Up」的製造元是配合韩国Andamiro公司合作而共同開发并共享使用一个框架。之后，RoXoR公司敗訴，而ITG的著作权被KONAMI获得从而达到两间公司合作导致ITG停止开发。但是Andamiro公司发布的Pump It Up跳舞机「Pump It Up Pro」在事实上还在发售中。